# Кэлил, Райан
Райан Кэлил (англ. Ryan Kalil, 29 марта 1985, Тусон) — американский футболист, выступает на позиции центра за команду «Каролина Пэнтерс». Пятикратный участник Матча всех звёзд НФЛ.

## Карьера
Райан родился в Тусоне. Его отец, Фрэнк, в прошлом также профессиональный футболист, в 1982 году выбранный на драфте клубом «Баффало Биллс». Младший брат Райана, Мэтт, в 2012 году был задрафтован «Миннесотой», а с 2017 года также играет за «Пэнтерс». Учился в старшей школе Сервите в Анахайме. В школьной команде играл вместе с будущим игроком «Нью-Ингленд Пэтриотс» Мэттью Слейтером.
В 2003 году Райан поступил в Университет Южной Калифорнии, где продолжил играть в футбол. В первом сезоне в составе «Троянс» сыграл в шести играх. В 2004 году закрепился в основном составе команды и по итогам сезона получил приз Кураж Эворд. В следующем сезоне ему была вручена Награда Боба Чендлера, а также вошёл в символическую сборную конференции Pac-10. В 2006 году Райан стал обладателем Моррис Трофи, вручаемого лучшему лайнмену конференции.
Перед драфтом НФЛ в 2007 году Кэлил принял участие в Сеньор Боуле. На тестах НФЛ Комбайн он пробежал 40 ярдов за 4,94 секунды, также он 34 раза выжал штангу весом 225 фунтов. Скаутами Кэлил оценивался как игрок, выбранный в первом или втором раунде драфта.
На драфте Райан был выбран командой «Каролина Пэнтерс» во втором раунде под общим 59-м номером. Также «Каролина» задрафтовала партнёра Кэлила по студенческой команде Дуэйна Джаррета. В 2013 году официальный сайт лиги включил Райана Кэлила в число лучших выборов «Каролины» на драфте. В том же году Райан дебютировал за команду в НФЛ, сыграв в трёх матчах чемпионата. В 2008 году он закрепился в основном составе команды.
В 2011 году «Каролина Пэнтерс» наложила на Райана франчайз-тег (предложение однолетнего контракта игроку, который должен получить статус свободного агента) с целью избежать ухода игрока в другую команду. 19 августа он подписал с клубом шестилетний контракт на 49 млн долларов, став самым высокооплачиваемым центром в истории НФЛ.
В сезоне 2015 года Райан вместе с командой выиграл чемпионат НФК. В решающем матче сезона, Супербоуле, «Пэнтерс» проиграли «Денвер Бронкос» со счётом 10:24.
В июне 2016 года Райан продлил контракт с клубом ещё на два года.